# ФК Подриње Мачванска Митровица
Фудбалски клуб Подриње, из Мачванске Митровице, основан је давне 1922. у Мачванској Митровици (тада Подринској Митровици). Првобитно је основан као ФК Посавина, али је временом тај клуб променио име у ФК Подриње. Тренутно се такмичи у Сремској Лиги, петом такмичарском нивоу српског фудбала.

## Оснивање клуба
Дана 19. маја 1929. у „Шабачком гласнику“ објављено је писмо из Мачванске Митровице у коме се обавештава спортска јавност да је у овој варошици основано спортско друштво. Такође уредништво истог листа даје све похвале што је клуб основан и упућује чланове управе и руководства да се обрате Заједничкој спортској управи у Новом Саду, под чију територију је тада спадала и сама Мала Митровица.
За прву прилику први званични састав Подриња, који је регистрован за такмичење изгледало је овако: Милутин Банић, Марко Милованчевић, Предраг Лукић, Петар Чупић, Раја Милованчевић, Милутин Лолић, Јоцковић, Миле Беломарковић, Миливој Малетић, Љуба Лукић и Јован Беломарковић. Тренер овог тима био је Михаило Мика Рогојевић, трговачки помоћник, иначе у то доба испитани фудбалски судија и тренер са високим угледом.

## Име клуба
Рачуна се да је Подриње добило име по самом називу Подринске Митровице. Сама варошица спадала је у Дринску бановину, а тиме и у подрињски округ. Из разговора са старијим оснивачима клуба и бившим играчима сазнајемо да је било предлога да се клуб зове именом Посавине, па Сава, Мачва, па и МСК, односно Митровачки спортски клуб. Међутим, преовладало је да се да име клуба Подриње. Традиционалне боје дресова клуба су црвена и црна.

## Стадион
У самом центру Мачванске Митровице налази се велелепно здање стадиона фудбалског клуба Подриње, тзв. „Чика Миша“. Сам стадион има око 3.000 седећих места. Терен је покривен природном травом, која се редовно залива. Трибине стадиона су наткривене гвозденом конструкцијом, и на њему се налазе расвета и разглас.

## Најпознатији фудбалери
За ФК Подриње су својевремено играли и неки од најпознатијих фудбалера Југославије. Неки од њих су Добривоје Тривић, Влада Савић, Слободан Цопија Вукадиновић, Љубомир Љуба Чупић, Драгорад Пуле Лукић. Прва двојица су славу стекли играјући за ФК Војводину из Новог Сада, с тим што је Боба Тривић био и стандардан репрезентативац СФР Југославије 60-их година. Он је чак био изабран у идеалан тим Европског првенства у Риму 1968. године. Какав је Тривић био играч говори и чињеница да су се у том идеалном тиму још налазили и Боби Чарлтон, Драган Џајић, Дино Зоф итд.